# Perca (geslacht)
Perca is een geslacht van straalvinnige vissen uit de familie van de echte baarzen (Percidae).

## Soorten
- Perca flavescens (Mitchill, 1814) – Amerikaanse gele baars
- Perca fluviatilis Linnaeus, 1758 – Baars
- Perca schrenkii Kessler, 1874